# Dear Future Husband
«Dear Future Husband» es una canción interpretada por la cantante estadounidense Meghan Trainor, incluida en su álbum de estudio debut, Title. Trainor la compuso junto a Kevin Kadish, quien también la produjo. Se publicó en el sello Epic como el tercer sencillo del álbum el 17 de marzo de 2015.
El tema recibió comentarios mixtos por parte de la crítica, unos lo llamaron irresistible, otros, sin embargo lo compararon con el anterior sencillo «All About That Bass», mientras que otros criticaron su contenido lírico tachándolo de «sexista». En lo comercial, tuvo una moderada acogida: llegó a los veinte primeros en Estados Unidos, Australia, Austria, Escocia, España, Reino Unido y Sudáfrica. La intérprete publicó el vídeo musical del sencillo dirigido por Fatima Robinson, el 16 de mayo de 2015. Para promocionar el tema, Trainor lo interpretó en distintos eventos, como los iHeartRadio Awards 2015, y en la final de la octava temporada del reality musical estadounidense The Voice.

## Antecedentes y descripción

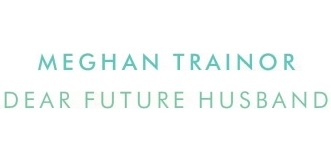
Composición con los créditos de la portada del sencillo.

«Dear Future Husband» fue inspirada por el amor a las armonías de Trainor, y en una broma que hizo con su padre, donde decía que «su futuro esposo, está en algún lugar, "escalofriante"». Trainor rememoró sus relaciones románticas pasadas, donde la manejaron mal, y con la pista, quiso hacer una declaración que las mujeres deberían ser tratadas mejor por sus novios. En una entrevista con Seventeen, Trainor dijo: «Es como, "estoy increíble, ¿porqué no querría casarse conmigo?». La cantante, considera a «Dear Future Husband» una de las canciones más fuertes de su álbum Title.
«Dear Future Husband» pertenece a los géneros de doo-wop y pop, con una duración de tres minutos con cuatro segundos (3:04). Musicalmente la canción se abre con una melodía con fonógrafo, para pasar a un ritmo más movido. «Dear Future Husband» contiene letras anticuadas que enumeran las cualidades que los intereses amorosos de Trainor deben conocer antes de declarársele, así la canción presenta influencias de «Runaround Sue» de Dion DiMucci y «Quarter to Three» (1961) de US Bond. «Dear Future Husband» se estrenó como sencillo el 17 de marzo de 2015, en la radio contemporánea de Estados Unidos, luego se puso en disposición digital en Europa el 23 de marzo, y el 26 de abril, se publicó en Reino Unido.

## Recepción

### Crítica
Adam Markowitz de Entertainment Weekly, le otorgó al tema una calificación positiva, dijo que «si ella no deja de hacer saltos cursis anacrónicos irrestibles, ¿cómo podría ser de otro modo?». Chris DeVille de Stereogum, llamó la producción hábil, que da puntapiés más difíciles que muchas bandas de rock. Además escribió que el contenido lírico de «Dear Future Husband» era «intercambiable, en comparación con 'Title'». Lindsey Weber de New York Magazine, llamó a «Dear Future Husband» la «"All About That Bass" parte dos». El periodista de Time Nolan Feeney escribió que la reunión de la canción, contra la «cultura de la conexión» era «rara» en la música pop.
En una crítica negativa, Anna Silman de Salon, llamó a «Dear Future Husband», como la «peor canción del 2015». Silman dijo que la canción parece escrita por un niño, que está llena de estereotipos sexuales retrógrados horribles, además de criticar la interpretación vocal de Trainor. Kate Beaudoin de Mic, criticó a la canción, llamándola «la canción más sexista del año». La editora expresa que esta canción enseña a los niños que los hombres nacen para ser maridos y las mujeres sus esposas. En otra revisión de Nolan Feeney para la revista Time, dice que Trainor no quiere una relación, más bien quiere una Meghtatorship.

### Comercial

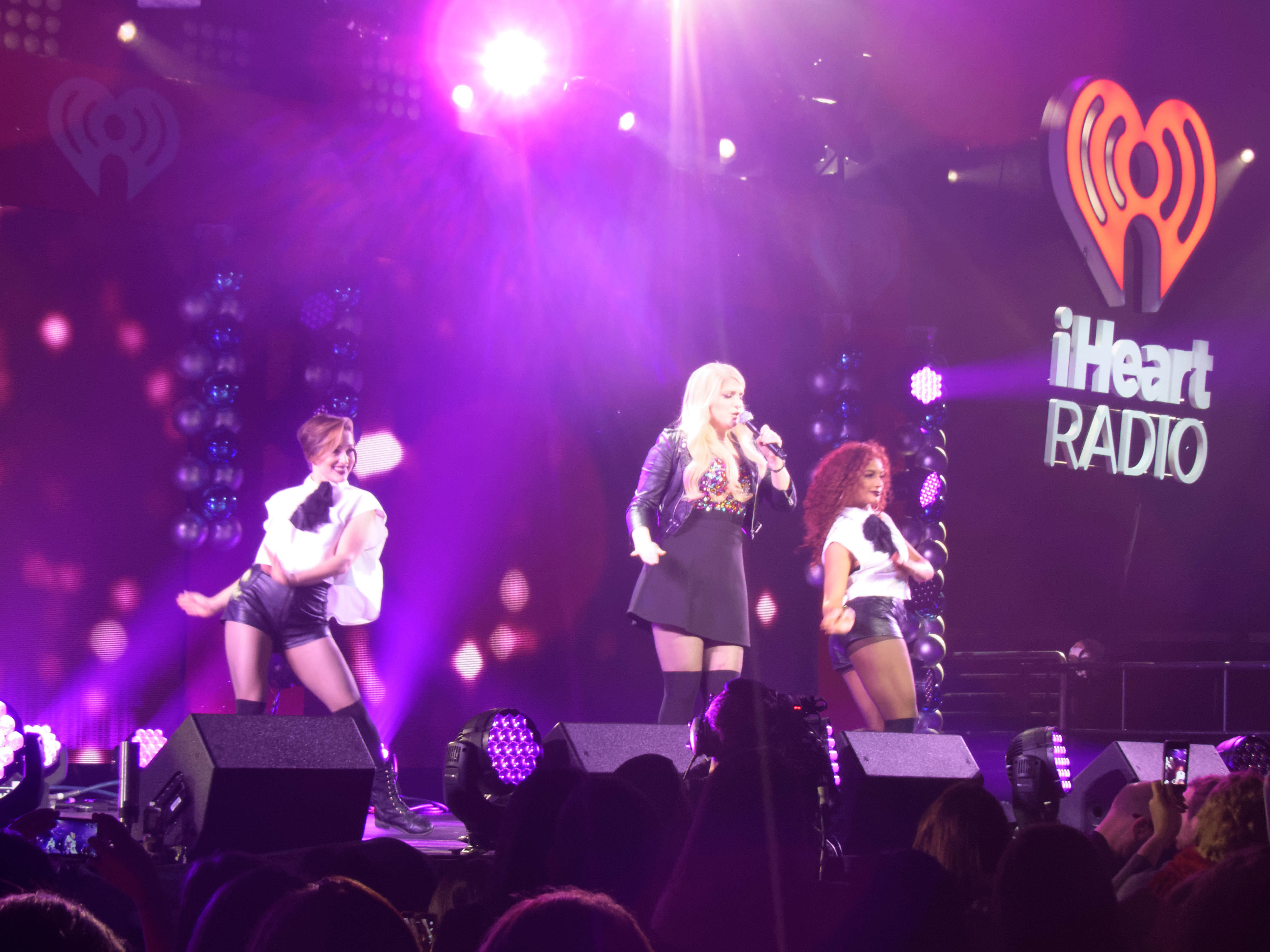
Meghan Trainor durante su concierto en el Jingle Ball Tour.

Antes de ser lanzado como sencillo, «Dear Future Husband» alcanzó la posición número sesenta y cuatro de la Billboard Hot 100, al vender 57 000 copias en Estados Unidos, del mismo modo ingresó al listado NZ Top 40 Singles de Nueva Zelanda, en la posición veintisiete. —la cual fue su posición más alta— Luego de ser lanzado como sencillo oficial de Title, «Dear Future Husband», reingresó al conteo de Estados Unidos, con una nueva mejor posición: logró la cuarenta y siete, debido a su alto impacto en Streaming Songs, con un 4,1 millón de streams. El 6 de junio de 2015, alcanzó la posición catorce del conteo, además de superar la marca del millón de descargas en Estados Unidos. Así se convirtió en el tercer sencillo del álbum Title en lograr posicionarse entre los quince primeros del Hot 100. El 11 de mayo de 2015, la Recording Industry Association of America (RIAA), certificó con un disco de platino al sencillo. En Canadá, el tema se posicionó en la casilla veintidós de Canadian Hot 100, mientras que en la lista de música de inglés de Monitor Latino en México, alcanzó la posición diecisiete.
En Europa, el sencillo contó con una recepción moderada, en Alemania, Países Bajos, Suecia y Suiza, se ubicó por fuera de los treinta primeros, mientras que en Austria y España, se posicionó entre los veinte primeros. sin embargo, en el Reino Unido, debutó en la posición ochenta y nueve de UK Singles Chart en la edición del 22 de marzo de 2015, para más adelante lograr la posición veinte, en donde permaneció dos semanas no consecutivas. En Escocia, el tema alcanzó la posición número doce, siendo el tercer top quince de la artista en ese territorio. La British Phonographic Industry (BPI), le otorgó un disco de plata, por 200 000 copias vendidas en el territorio europeo.
En Australia, debutó en la posición veintisiete de ARIA Singles Chart, el 25 de enero de 2015, un mes después, se posicionó en la novena casilla, siendo así su tercer top diez consecutivo en el país oceánico. Tiempo después la Australian Recording Industry Association (ARIA) le concede dos discos de platino, por la venta de más de 140 000 copias del material.

## Promoción

### Vídeo musical

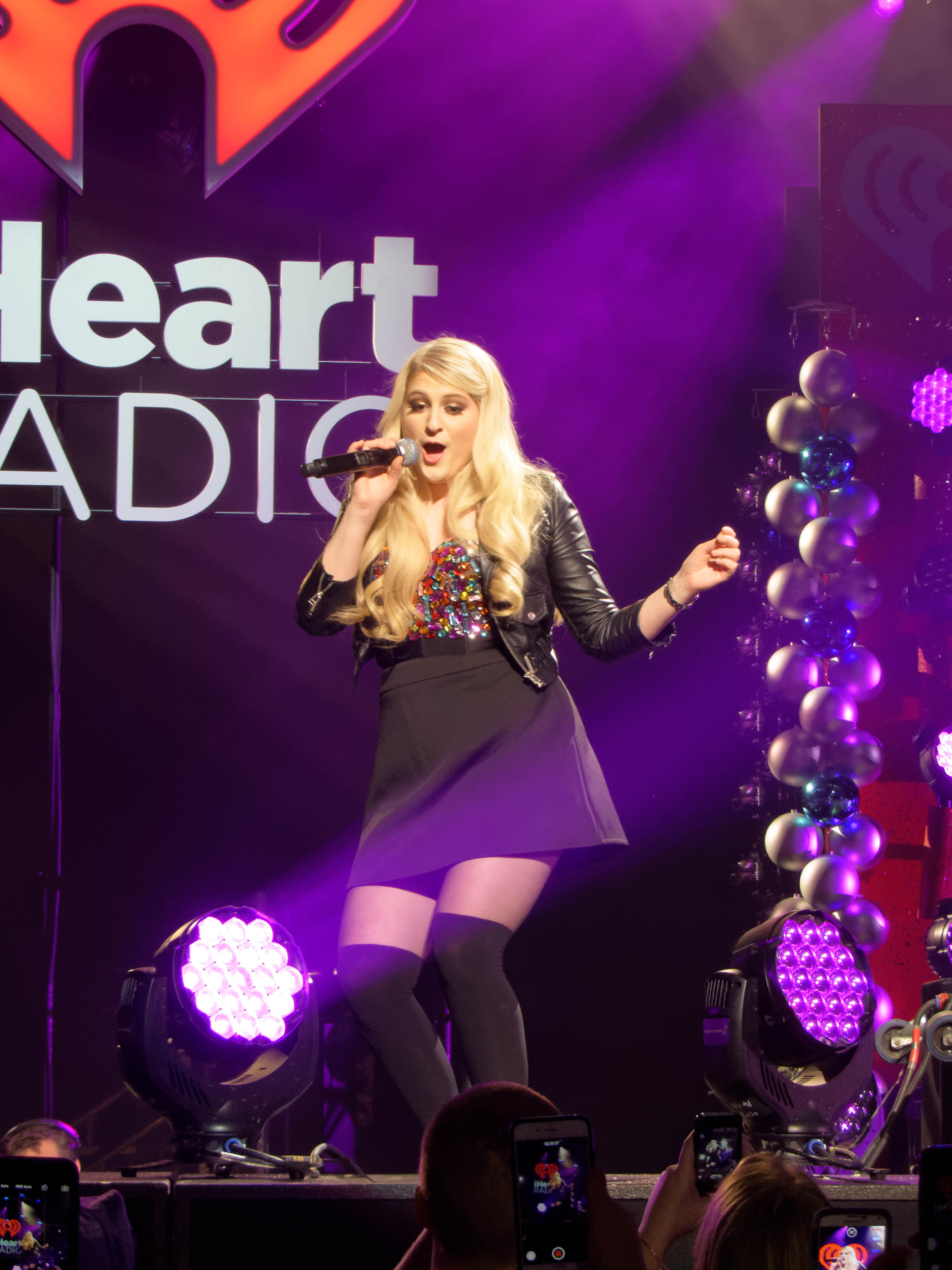
Meghan Trainor interpretando «Dear Future Husband» durante el Jingle Ball Tour en diciembre de 2014.

El 18 de agosto de 2014, Trainor anunció que «Dear Future Husband» tendría un vídeo musical, que sería dirigido por Fatima Robinson, con quien anteriormente había trabajado en «All About That Bass». El 12 de marzo de 2015, la intérprete publicó en su cuenta Instagram un preámbulo del vídeo, cuatro días después, se estrena el vídeo en vivo en el programa The Today Show, el cual cuenta con una aparición cameo de Charlie Puth.
El vídeo presentó ciertas críticas negativas por parte de la prensa, así como también recibió acusaciones de sexismo y reacciones de los feministas, por los estereotipos de género. La editora de USA Today Kelly Lawler, dijo que en el vídeo hay «muchos estereotipos sexuales», pero que tiene una melodía pegadiza, y comparó el vídeo con el de «Blank Space» de Taylor Swift. «Dear Future Husband», además hizo parte de la lista de canciones interpretadas en la primera gira de conciertos de Trainor, That Bass Tour.

### Presentaciones en directo
Trainor interpretó «Dear Future Husband», como parte de su lista de canciones del Jingle Ball Tour de 2014. También interpretó el tema en vivo durante los iHeartRadio Awards 2015, en marzo, en la presentación portaba un traje de marinera, con una falda hasta la rodilla. El 19 de mayo, presentó una versión simple del tema, en la final de la octava temporada del reality musical estadounidense The Voice. Luego, el 22 de mayo, Trainor cantó «Dear Future Husband» en vivo en el programa matutino The Today Show.

## Formatos
- Descarga digital

| «Dear Future Husband» — Sencillo |                       |          |  |
| N.º                              | Título                | Duración |  |
| 1.                               | «Dear Future Husband» | 3:04     |  |

| «All About That Bass» — EP digital |                       |          |  |
| N.º                                | Título                | Duración |  |
| 1.                                 | «All About That Bass» | 3:07     |  |
| 2.                                 | «Title»               | 2:54     |  |
| 3.                                 | «Dear Future Husband» | 3:04     |  |
| 4.                                 | «Close Your Eyes»     | 3:40     |  |

- Sencillo en CD

| «Dear Future Husband» — Sencillo |                                              |          |  |
| N.º                              | Título                                       | Duración |  |
| 1.                               | «Dear Future Husband»                        | 3:04     |  |
| 2.                               | «Dear Future Husband» (versión instrumental) | 3:04     |  |

## Posicionamiento en listas

### Semanales
| Alemania          | German Singles Chart      | 37 |
| Australia         | ARIA Singles Chart        | 9  |
| Austria           | Austrian Singles Chart    | 14 |
| Bélgica (Flandes) | Ultratip Singles          | 11 |
| Bélgica (Valonia) | Ultratip Singles          | 16 |
| Canadá            | Canadian Hot 100          | 22 |
| Escocia           | Scottish Singles Chart    | 12 |
| Eslovaquia        | Rádio Top 100             | 33 |
| Eslovaquia        | Singles Digital Top 100   | 21 |
| España            | Spanish Singles Chart     | 15 |
| Estados Unidos    | Billboard Hot 100         | 14 |
| Estados Unidos    | Adult Pop Songs           | 13 |
| Estados Unidos    | Digital Songs             | 11 |
| Estados Unidos    | Pop Songs                 | 16 |
| Estados Unidos    | Radio Songs               | 28 |
| Estados Unidos    | Streaming Songs           | 12 |
| Finlandia         | Radiosoittolista          | 24 |
| Irlanda           | Irish Singles Chart       | 26 |
| México            | Top 20 Inglés             | 17 |
| Nueva Zelanda     | New Zealand Singles Chart | 27 |
| Países Bajos      | Dutch Tipparade           | 5  |
| Países Bajos      | Holland Singles Top 100   | 72 |
| Reino Unido       | UK Singles Chart          | 20 |
| República Checa   | Rádio Top 100             | 11 |
| República Checa   | Singles Digital Top 100   | 19 |
| Sudáfrica         | EMA Airplay Chart         | 3  |
| Suecia            | Top 60 Singles            | 58 |
| Suiza             | Swiss Singles Top 75      | 55 |
| Venezuela         | Record Report             | 94 |
| Venezuela         | Top Anglo                 | 4  |
| Venezuela         | Pop General               | 18 |

### Certificaciones
| País           | Organismo certificador | Certificación | Ventas certificadas | Ref.   |
| -------------- | ---------------------- | ------------- | ------------------- | ------ |
| Australia      | ARIA                   | 2× Platino    | 140 000             | [ 41 ] |
| Canadá         | CRIA                   | Platino       | 80 000              | [ 72 ] |
| España         | PROMUSICAE             | Oro           | 20 000              | [ 73 ] |
| Estados Unidos | RIAA                   | 2× Platino    | 2 000               | [ 35 ] |
| México         | AMPROFON               | Platino       | 60,000              | [ 74 ] |
| Nueva Zelanda  | RMNZ                   | Oro           | 7500                | [ 75 ] |
| Reino Unido    | BPI                    | Plata         | 200 000             | [ 40 ] |

### Anuales
| Canadá         | Canadian Hot 100  | 96 |
| Estados Unidos | Billboard Hot 100 | 74 |
| Estados Unidos | Digital Songs     | 64 |
| Estados Unidos | Streaming Songs   | 58 |

## Créditos y personal
Grabación y mezcla
- Grabado en Carriage House, Nolensville, Tennessee
- Mezclado en The Mastering Palace, ciudad de Nueva York, Nueva York
- Publicación de Year Of The Dog Music (ASCAP), una división de Big Yellow Dog, LLC / Over-Thought Under-Appreciated Songs (ASCAP)

Personal
- Meghan Trainor: Voz, composición, producción ejecutiva, corista, percusión
- Kevin Kadish: Producción, composición, batería, programación, guitarra, bajo eléctrico, sonido, mezcla
- David Baron: Piano, bombardino barítono, saxofón, órgano Hammond
- David Kutch: Máster de grabación
- Compañía discográfica: Epic Records.

Fuentes: Notas del disco Title.

## Historial de lanzamientos
| País           | Fecha               | Formato             | Ref.   |
| -------------- | ------------------- | ------------------- | ------ |
| Estados Unidos | 17 de marzo de 2015 | Radio contemporánea | [ 2 ]  |
| Alemania       | 23 de marzo de 2015 | Descarga digital    | [ 25 ] |
| Australia      | 23 de marzo de 2015 | Descarga digital    | [ 25 ] |
| España         | 23 de marzo de 2015 | Descarga digital    | [ 25 ] |
| Reino Unido    | 26 de abril de 2015 | Descarga digital    | [ 26 ] |